# Rosenburg (przystanek kolejowy)
Rosenburg (niem: Bahnhof Rosenburg) – przystanek kolejowy w gminie Rosenburg-Mold, w kraju związkowym Dolna Austria, w Austrii. Znajduje się na Kamptalbahn i zarządzany jest przez Österreichische Bundesbahnen.

## Dworzec
Budynek dworca został zbudowany w latach 1888-1889 w trakcie budowy Kamptalbahn. Obecnie przystanek jest zarządzany odgórnie z dworca Horn. W budynku stacji znajduje się poczekalnia i sanitariaty. Przy przystanku znajduje się parking Parkuj i Jedź.
Naprzeciwko przystanku znajduje się przystanek autobusowy linii 895 (Horn-St. Leonhard am Hornerwald).

## Linie kolejowe
- Kamptalbahn